# Bosnien och Hercegovina i olympiska vinterspelen 1998
Bosnien och Hercegovina deltog med åtta deltagare vid de olympiska vinterspelen 1998 i Nagano. Ingen av landets deltagare erövrade någon medalj.

## Alpin skidåkning
- Arijana Boras
- Enis Bećirbegović

## Bob
- Zoran Sokolović
- Ognjen Sokolović
- Nihad Mameledzija
- Edin Krupalija
- Mario Franjić

## Rodel
- Ismar Biogradlić